# International Journal of Astrobiology
International Journal of Astrobiology is een internationaal, aan collegiale toetsing onderworpen wetenschappelijk tijdschrift op het gebied van de astrobiologie.
Het wordt uitgegeven door Cambridge University Press en verschijnt 4 keer per jaar.
Het eerste nummer verscheen in 2002.